# چالو (ساری)
چالو، روستایی است از توابع بخش چهاردانگه شهرستان ساری در استان مازندران ایران.

## جمعیت
این روستا در دهستان چهاردانگه قرار داشته و بر اساس سرشماری مرکز آمار ایران که در سال ۱۳۸۵ صورت گرفته، جمعیت آن ۵۸۹ نفر (۱۳۵ خانوار) بوده‌است.

## مکان‌های گردشگری
1. باغ بزرگ گدباغ چالو
2. کهنه چالو
3. روستای تاریخی چرگت
4. امام‌زاده مراد
5. شقایق‌های چالو
6. غار گوجوجو که دارای سه اتاقک سنگی و دارای آب بسیار سرد است. دلیل نام‌گذاری این غار، وجود سنگی مشابه پستان گاو در این غار است.